# جوتیوب
جوتیوب (به انگلیسی: JewTube) یک وب‌گاه اشتراک‌گذاری فیلم در اینترنت است. در احداث این میزبان اشتراک‌گذاری فیلم از وب‌گاه یوتیوب الهام گرفته شده‌است؛ با این تفاوت که در این سایت فیلم‌هایی نمایش داده می‌شود که به یهودیان مرتبط است.